# Opel Adam
Opel Adam (ˈoːpəl ˈaːdɑm) — городской автомобиль от немецкого автопроизводителя Opel. Официально он был показан в 2012 году, осенью, на Парижском автосалоне. Продажи начались в конце 2012 года. В Великобритании Adam продаётся под маркой Vauxhall. Название автомобиль получил в честь основателя компании Адама Опеля.

## Появление
Первая информация о появлении автомобиля оказалась в сети ещё в июле 2011 года, причём тогда возможное название автомобиля было Junior или Allegra, однако ближе к релизу, в апреле 2012 года, Opel сообщили, что новый городской автомобиль назовут Adam. Шпионские фото автомобиля появились в мае этого же года. Окончательные фотографии распространились в июле 2012-го. Данная модель автомобиля снята с производства в 2019 году. Руководство немецкой компании «Opel» отложило на полку проект электрического Adam по финансовым соображениям.

## Оснащение
Adam оснащается двигателями от General Motors серии Small Gas Engine. Первыми агрегатами стали 1,2 и 1,4-литровые двигатели, затем появится 1,0-литровый 3-цилиндровый экономичный двигатель, который будет поглощать всего 3,5 литра топлива на 100 километров и "выбрасывать" при этом 100 грамм вредных выбросов на километр. Базируется Adam на укороченной платформе следующего поколения Opel Corsa — Opel Corsa E, которая основывается на платформе GM Gamma II.Кроме того, автомобиль может оснащаться 7-дюймовым дисплеем, подогревом руля, шестью подушками безопасности, системой автоматической парковки и слежения за слепыми зонами, системой стабилизации, системой «старт-стоп», кондиционером, а также 16-дюймовыми колёсными дисками.Adam - первый «Опель», который оснащается мультимедийной информационно-развлекательной системой, адаптированной под смартфоны на «операционках» Apple iOS и Android. К медиацентру автомобиля можно также подключить и другие устройства мультимедиа, такие как iPod или планшетный ПК. Передняя подвеска - стойки Макферсон, задняя — скручивающаяся балка. Главной особенностью Adam является отдельная крыша, окрашенная в другой цвет, чтобы контрастировать с кузовом.
Производить Adam начали на заводе в Айзенахе, Германия в конце 2012 года. Доступны 3 комплектации — Jam, Glam и Slam.

## Opel Adam Rocks
На Женевском автосалоне 2013 года состоялась премьера концепта Opel Adam Rocks. Это попытка создать на базе миниатюрного автомобиля кроссовер и кабриолет одновременно. Для России Opel Adam Rocks предложен в двух версиях: с 1,4-литровым двигателем (85 л. с.) и 5-ступенчатым «роботом», а также с новым тандемом 6-ступенчатой «механики» и 1,0-литрового турбомотора. На российском рынке машина появилась в 2015 году. В базовой версии для Европы у Opel Adam Rocks складная тканевая крыша, а для нашей страны автомобиль получил стеклянную панорамную крышу.

## Безопасность
| Euro NCAP                                              | Euro NCAP | Euro NCAP | Euro NCAP             |
| ------------------------------------------------------ | --------- | --------- | --------------------- |
| · общий рейтинг                                        |           |           |                       |
| 87%                                                    | 72%       | 65%       | 81%                   |
| взрослый пассажир                                      | ребёнок   | пешеход   | активная безопасность |
| Протестированная модель: Opel Adam 1.4 JAM, LHD (2013) |           |           |                       |